# 若望·馬里·潘廷逢
若望·馬里·潘廷逢（1891年12月24日—1944年5月27日或28日），越南天主教主教。根據教區的資料，他在1943年至1944年間擔任發豔教區宗座代牧。他是歷史上第四位晉升主教的越南人。
潘廷逢出生於寧平省金山縣的一個天主教家庭。在17年的修學後，他於1924年晋鐸。

## 早年經歷
潘廷逢1891年12月24日出生於建太村（今屬寧平省金山縣金政社）一個天主教家庭中。《南圻地份》（Nam Kỳ Địa Phận）記載，潘出生於1892年秋末，父親潘文芍（Phan Văn Thược）和妻子都務農，不過家庭較爲富裕。

### 引用
1. ↑  . phatdiem.org. 2020-05-27  [2022-07-14]. （原始内容存档于2020-06-21）.
2. ↑  THÀNH THI. . ubdkcgvn.org.vn. 2017-02-28  [2022-07-14]. （原始内容存档于2022-07-14）.
3. ↑  Nam Kỳ Địa Phận 1940.

### 來源
- . Nam Kỳ Địa Phận. 1940-06-27, (1613).